# Еполетова акула індонезійська
Еполетова акула індонезійська (Hemiscyllium freycineti) — акула з роду Еполетова акула родини азійські котячі акули. Інші назви «індонезійська строката килимова акула», «індонезійська плямиста котяча акула».

## Опис
Загальна довжина досягає 46 см. Голова коротка. Морда округла. Очі невеликі, овальної форми. Над очима присутні характерні горбики, на кшталт брів. Під ними присутні великі бризкальця. У ніздрів є маленькі вусики. Зуби маленькі, широкі в основі, з трикутними вістрями. На верхній щелепі є 26-35 зубів, на нижній — 21-32. У неї 5 пар невеликих зябрових щілин, при цьому 4 та 5 розташовані близько одна від одної. Тулуб подовжений, більше половини якого складає хвостове стебло. Грудні та черевні плавці широкі та округлі. Має 2 спинних плавця та анальний. Спинні плавці великі, однакового розміру, розташовані ближчі до хвоста. Анальний плавець невеликий, розташований неподалік хвостового плавця. Хвостовий плавець маленький, горизонтальний, нижня лопать нерозвинена.
Забарвлення жовте, жовто-коричневе або бежеве з численними темними плямами. Відмінністю є наявність 8-9 слабковиражених темних та світлих серпоподібних смуг, що розташовані почергово на тілі. Ці смуги більш помітні у молодих особин.

## Спосіб життя
Тримається від поверхні до глибини у 50 м. Часто пересувається мілиною за допомогою грудних та черевних плавців. Воліє до коралових рифів. Активна вночі, вдень ховається серед каміння та коралів. Живиться морськими червами, дрібними молюсками та ракоподібними, інколи невеликою донною рибою.
Це яйцекладна акула. Стосовно парування та розмноження немає повних відомостей.

## Розповсюдження
Мешкає біля західного узбережжя о. Нова Гвінея та сусідніх островів Раджа-Ампат, що належать Індонезії. Звідси походить назва цієї акули.